# زگیل

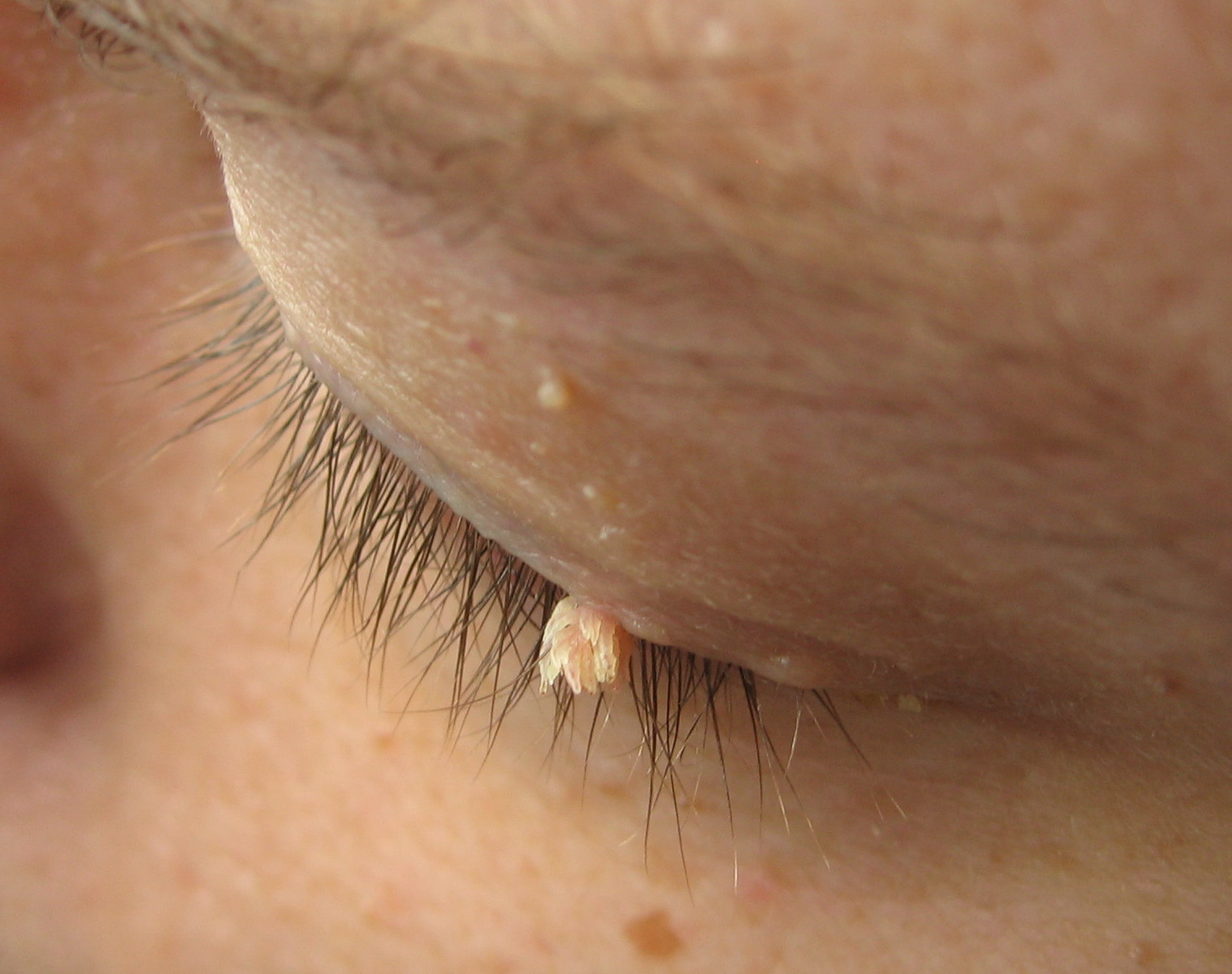
یک زگیل رشته‌ای بر روی پلک.

دو ویروس زگیل بر روی انگشت میانی، که به‌وسیله ترکیبی از اسیدها (همانند سالیسیلیک اسید) درمان و برداشته می‌شوند.

زِگیل یا وارت (به انگلیسی: Wart)، غده‌ای گوشتی است که انواع آن بر روی دست و پاها رشد می‌کند، اما ممکن است بر روی تمام نقاط بدن رشد کند، و این غده‌ها را با داروهای سوزاننده از قبیل استیک اسید (به مقدار کم) و جز آن برطرف می‌کنند.
زگیل معمولاً یک تومور کوچک و زبر است که می‌تواند به گل کلم یا یک تاول سفت و سخت شباهت داشته باشد. زگیل‌ها عمومی هستند، و به سبب ویروس، به ویژه خانوادهٔ ویروس پاپیلوم انسانی (HPV)، ایجاد شوند و وقتی با پوست شخص آلوده تماس ایجاد شود واگیردار هستند. بیش از ۱۰۰ گونه ویروس ورم انسانی وجود دارد، آن‌ها می‌توانند بر روی پوست، در داخل دهان، بر روی اندام جنسی و نواحی مقعد رشد کنند. نوع معمول ویروس ورم انسانی گرایش برای رشد بر روی پوست را دارد (مانند دست و انگشتان)، در حالی که انواع دیگر ویروس ورم انسانی تمایل برای زدن زگیل بر روی آلت تناسلی را دارند.

## نام‌ها
نام‌های دیگر زِگیل در متون قدیمی‌تر فارسی، آژخ، ژخ، ازخ، زخ، گندمه، توته، سِگل، پالو، بالو، وارو، واروک، مَهَک، زلق و زرک است.
در گویش‌ها و لهجه‌های محلی فارسی این برابرها هم رایج است: سین‌گیل، سگیل، سُلّک، آبله ٔ سک، بِلوک، توتولَک. توتولَه، تیتیلی، دُژوِل، گوجِه، گوجیله. گوگیله، بریغ، باریغ، بلیغ، بالیک. بلیک، بَلور، بال، بلیجه، بِلیک، بهلور، بالار، بالور، بَلی. بِلی، وِری، وَرّیک.
در ادبیات فارسی به پوستی که زگیل بسیار زده باشد «آژخ‌ناک» گفته می‌شود.
همچنین در بعضی مناطق ایران زگیل را به نام دُشبَت می‌شناسند.
در نوروزنامه آمده‌است: «و خداوندان فسون آژخ را بوی [به جو] افسون کنند به ماه کاست و بپوشانندش تا آژخ فروریزد.»

## انواع زگیل
انواع مختلفی از زگیل‌ها تا به حال شناسایی شده که از نظر شکل و محل مورد اثر به انواع زیر طبقه‌بندی شده‌اند:
- زگیل معمولی[۷]، یک زگیل برآمده با سطحی زبر و خشن که معمولاً بر روی دست‌ها و زانوها پدید می‌آید.
- زگیل پهن[۸]، یک زگیل کوچک با سطحی پهن و صاف به رنگ قهوه‌ای مایل به زرد که می‌تواند به تعداد زیادی و معمولاً بر روی صورت، گردن، دست‌ها، مچ‌ها و زانوها ایجاد شود.
- زگیل رشته‌ای یا پنجه‌ای[۹]، زگیلی، رشته‌ای یا انگشت مانند، که به‌طور معمول بر روی صورت به ویژه پلک‌ها و لب‌ها پدیدار می‌شود.
- زگیل پاشنه[۱۰]، یک تودهٔ سخت و بعضی مواقع دردناک، اغلب همراه با چندین لکهٔ سیاه در مرکز آن؛ معمولاً فقط در پاشنهٔ پا پیدا می‌شود.
- زگیل خانه‌خانه[۱۱]، گروهی سخت از زگیل کف پا، به‌طور معمول بر روی دست‌ها و کف پا پدید می‌آیند.
- زگیل تناسلی[۱۲]، زگیلی که بر روی آلت تناسلی ایجاد می‌شود.

زگیل‌های مقاربتی عبارت است از زگیل‌های ناحیه تناسلی (شامل مجرای ادرار، آلت تناسلی و مقعد). این زگیل‌ها از سایر زگیل‌ها مسری‌تر هستند. برخی از انواع ویروس‌ها که باعث ایجاد زگیل‌های مقاربتی می‌شوند، با بدخیمی‌های تناسلی نیز همراه هستند. آن‌ها نوجوانان و بزرگسالان فعال از نظر جنسی را از هر دو جنس مبتلا می‌سازند.

## آیا زگیل‌ها به خودی خود از بین می‌روند؟
اغلب زگیل‌ها خود به خود ناپدید می‌شوند اگرچه ممکن است ماه‌ها و حتی سال‌ها به طول انجامد تا ناپدید شوند. اما بعضی از زگیل‌ها هم خود به خود از بین نمی‌روند. پزشکان هنوز مطمئن نیستند که چرا بعضی زگیل‌ها به خودی خود ناپدید شده، و بعضی دیگر نمی‌شوند.
برای از بین بردن زگیل‌های تناسلی معمولاً دو روش کرایوتراپی تجویز می‌شود که هر کدام مزایا و معایب خود را دارند.

## انتقال از شخصی به شخص دیگر
زگیل‌های بر روی پوست ممکن است از فردی به فرد دیگری که زگیل را لمس کرده منتقل شود. همچنین زگیل ممکن است با استفاده از حوله یا وسایل شخصی فرد مبتلا به زگیل به فرد دیگر منتقل شود.
زگیل‌های دستگاه تناسلی بسیار مسری هستند و ممکن است از فردی، در حین آمیزش جنسی دهانی، مهبلی و مقعدی به فرد دیگری انتقال یابد. در خانم‌ها، زگیل ممکن است در داخل مهبل رشد کند و حتی آن‌ها از این موضوع مطلع نباشند و امکان دارد بدون آگاهی از این موضوع شریک خود را آلوده کنند.

## درمان
درمان با توجه به اندازه و محل زگیل‌ها مشخص خواهد شد. زگیل‌های کوچک را می‌توان با داروهای موضعی مانند پودوفیلین درمان کرد. برای زگیل‌های بزرگتر، نیتروژن مایع به کار می‌رود(یخ درمانی). برخی زگیل‌های بزرگتر نیازمند درمان با لیزر، الکتروکوآگولاسیون یا برداشت جراحی هستند.
از دیگر راه‌های درمانی می‌توان به موارد زیر اشاره نمود:
- سالیسیلیک اسید: اسید سالیسیلیک 20 تا 50 درصد به شکل پماد برای از بین بردن زگیل استفاده می شوند ولی نباید روی صورت یا برای درمان آکنه استفاده شود. استفاده مکرر از این ماده ممکن است بدون افزایش اثربخشی منجر به افزایش عوارض جانبی شود. بعد از حمام رفتن و هر روز بر روی زگیل سالیسیلیک اسید را مالیده شود. این اسید در عمق پوست نفوذ می‌کند و وقتی پوست خیس باشد این عمل بهتر انجام می‌شود.
- کانتاریدین: پزشک بر اساس صلاحدید خود در برخی مواقع این ماده شیمیایی را ۸ ساعت روی زگیل قرار می‌دهد. بعد از ۸ ساعت زگیل تبدیل به یک تاول دردناک می‌شود که بعد از چند روز مراجعه، پزشک پوست اضافه روی آن را بر می‌دارد.
- نیتروژن مایع: پزشک با نیتروژن مایع زگیل را فریز می‌کند که به این درمان کرایوتراپی گفته می‌شود. برای درمان از این روش 1 تا 3 هفته این کار باید انجام بگیرد.
- سوزاندن و بریدن: اگر روش‌های بالا هیچکدام جواب ندهد آخرین راه سوزاندن یا بریدن زگیل می‌باشد  که مؤثرترین راه نیز هست و باعث سوزانده شدن ریشه زگیل می‌شود.[۱۳]
- ایمی‌کیمود